# 1840年代
1840年代（せんはっぴゃくよんじゅうねんだい）は、西暦（グレゴリオ暦）1840年から1849年までの10年間を指す十年紀。

## できごと
- 楽器職人アドルフ・サックスがサクソフォーンを考案。

### 1840年
- この頃から、ヨーロッパを中心にダゲレオタイプ（銀板写真）の普及が始まる。
- アヘン戦争（-1842年）。
- 世界最大の鳥、エピオルニスが絶滅。

### 1842年
- 南京条約。
- 江戸幕府が異国船打払令を廃止、薪水給与令復活。

### 1844年
- 北大西洋のアイスランドの小島で卵をだいていた海鳥オオウミガラスが絶滅。

### 1845年
- テキサス共和国がアメリカ合衆国のテキサス州となる。

### 1846年
- 3月10日（弘化3年2月13日） - 仁孝天皇が没し、第121代孝明天皇が即位。
- 米墨戦争。
- 米国海軍ビドル提督の率いる軍艦2隻が浦賀水道に来航し通商を打診。

### 1848年
- マルクスとエンゲルスが「共産党宣言」を発表。
- 第一次デンマーク戦争（-1852年）。
- 1848年革命。
  - 2月24日 パリ二月革命、革命風潮欧州全土に拡大。
  - 3月13日 ウィーンの革命。メッテルニヒ亡命。
  - 3月15日 ブダペストで革命。
  - 3月　 フランクフルト国民議会。
  - 10月 　ハンガリー独立宣言。
  - 11月　ルイ・ナポレオンフランス大統領に選出される。
- 12月2日 オーストリア帝国皇帝フェルディナント1世退位。フランツ・ヨーゼフ1世即位。